# Știința Petroșani (rugby)

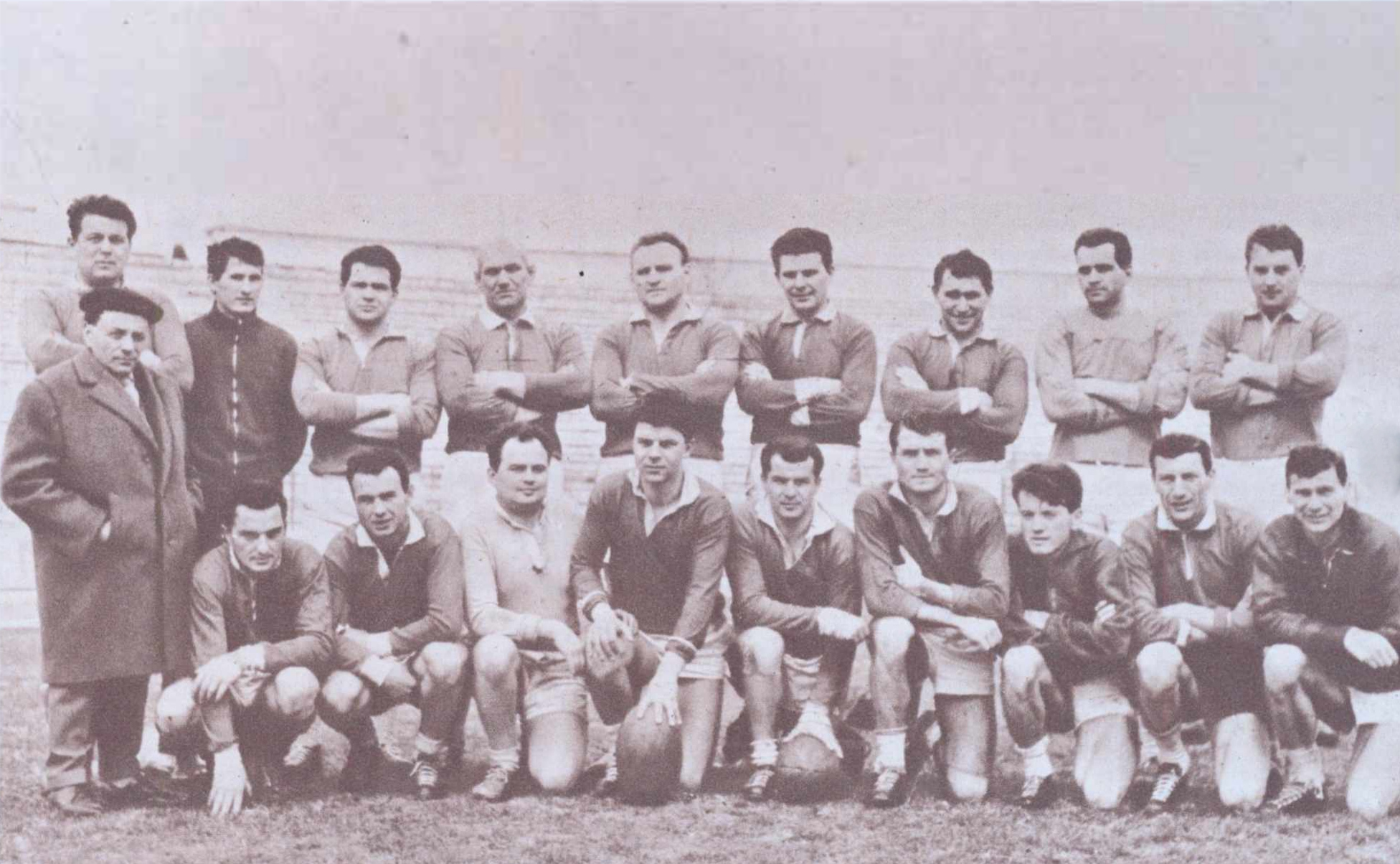
Echipa din 1965

Clubul Sportiv "Știința" din Petroșani este o echipă de rugby din municipiul Petroșani, Valea Jiului, care actualmente evoluează în Divizia Națională de Seniori, liga secundă a rugbyului românesc.

## Istoric
- Echipa s-a înființat în anul 1948, o dată cu apariția Institului de Mine din Petroșani.
- În 1959 reușește prima promovare în elita rugbyului românesc.

Autorii acestei performanțe au fost: Dijmărescu, Tudor, Takacs, Negulescu, C. Chiriță, Rizescu, Atanasiu, Macarescu, D. Constantin, Cociulescu, Petrache, Nedolenco, Drăghici, Râmniceanu, Catana, Vladislav, Mezdrea, Soare, Ciubuc, Nicolescu, Anton, Burac, Stoian, Antimoianu, Crișan, Tranca, Negoiescu, Colțaru și Bara. Antrenor: N. Ureche.
- 1960

Prima partidă jucată pe prima scenă coincide cu prima victorie realizată în fața celor de la Știința Timișoara cu scorul de 3-0 prin dropgolul lui Mateescu, echipa evoluând în componență: Takacs, Ghiță, Dijmărescu, Macarescu, Constantin, Petrache, Cociulescu, Ciubuc, Mateescu, Ureche, Anton, Mezdrea, Nicolescu, Burac, Andi Moisescu.
- Echipa va deveni una dintre certidudinile primei divizii, ocupând locul 5 atât în 1962 cât și în 1970.
- Sezonul 1971/72 avea să aducă cea mai bună clasare în campionat, Știința devenind vicecampioană după finala pierdută în fața celor de la Timișoara. Din echipa vicecampioană au făcut parte: C. Dinu, Ortelecan, Fl. Constantin, Bărgăunaș, Bucoș, E. Neagu, Fălcușanu, V. Marinescu, Burghelea, Stănculescu, T. Ionescu, Moroe, Moromete, Lomota, Talpa, Abribula, Truta, Băltărescu, C. Roșca, Zafiescu.

În sezonul 1974/75, Știința cucerește medaliile de bronz ale campionatului, clasându-se pe locul trei.
- În 1979 deși termină doar pe locul șase, Știinta va da echipei naționale cinci jucători: Ortelecan, Enciu Stoica, Tudose, Bucan și C. Dinu.
- În anii '80 echipa obține alte clasări foarte bune: 1983/84 - locul 4, 1984/85 - locul 3 și 1987/88 - un alt loc 3.

## Știința în Cupa României
- Cupa României este competiția în care Știința a obținut cele mai importante rezultate, fiind de trei ori câștigătoare:
- 1983-după o finală câștigată împotriva celor de la Poli Iași (6:3). În semifinale Știința eliminase pe Steaua București
- 1991-după victoria în fața celor de la Farul Constanța (18:9). Din echipa au făcutparte rte: Soare, Costache, Lacziko, Drumea, Susinschi, Muresan, Ratiu, Semen, Cocarca, Bolea, Ivanus, Pancu, Medragoniu, Larie, Draghici, Florea, Iliev, Suiogan
- 1992-a jucat finala si a pierdut în fața celor de la Farul Constanța
- 1993-după victoria cu Steaua București. În semifinale Știința trece de Dinamo București. Din echipa au făcut parte: Tranca, Costache, Lacziko, Drumea, Ratiu, Gheorghe, Muresan, Stelian, Suiogan, Bolea, Medragoniu, Pancu, Draghici, Ivanus, Revnic, Larie, Andreita.

## Istoria recentă
În 2006 Știința retrogradează și după trei ani de luptă revine în prima divizie, în 2009 după un baraj cu Sportul Studențesc (17-13). În 2010 "studenții" retrogradează din nou și cu toate că la finalul ediției 2011 a Diviziei Naționale Seniori ocupă locul secund, nu vor promova din cauza condițiilor materiale ale clubului.
În 2012 Stiinta Petrosani termină din nou pe locul doi iar istoricul se repetă. Nu promovează din cauza lipsei de fonduri.
În 2013 după un an foarte greu în care a fost la un pas de desfiintare aceasta găseste putere sa revină si să se claseze din nou pe podium, de aceasta dată ocupand pozitia a 3 a. De mentionat ca în acel an Stiinta Petrosani a dat echipei nationale a Romaniei U 19 nu mai mult de 8 jucatori printre care si Ovidiu Melniciuc, Marian Nastasiei, Muresan Lucian, Popa Vlad, Razvan Barladeanu.
2014 pentru Stiinta a fost un an foarte greu cu putine resurse financiare la sfarsitul caruia a pierdut destul de multi jucatori dar si finala mica pentru locul 3 in fata celor de la CS Navodari.

### Primul titlu al DNS
2015 De la agonie la extaz!  În sfârșit dupa 4 ani de la retrogradarea în Divizia Națională de Seniori (DNS), Stiința reușește să triumfe și să câștige DNS într-un campionat in care au participat nu mai puțin de 10 echipe. După un start de campionat în care adunaseră nu mai puțin de 8 infrângeri consecutive și într-un moment in care nimeni nu le mai dădea nici o șansă la sfârsitul turului aflându-se pe locul 7, acești copii minunati reușesc să dea toate pronosticurile peste cap și sa uimească o țară întreagă. În nu mai puțin de 2 luni au reușit să câștige 9 meciuri consecutive și să arate lumii intregi ca Știința poate face din nou performanță.
În 2017 au terminat DNS pe locul 4 după ce au pierdut meciul pentru locul 3 împotriva RC Stejarul Buzău cu 17-14.

### Al doilea titlu al DNS
În 2020 Știința devine singurul club care castigă de două ori titlul de campioană.

## Palmares
- Liga Națională de Rugby
  - Vicecampioni (1): 1971-1972,
  - Locul 3 (1): 1974-1975

- Divizia Națională de Seniori
  - Câștigători (2): 2015, 2020
  - Vicecampioni (2): 2011, 2012
  - Locul 3 (1): 2013

- Cupa României
  - Câștigători (5): 1983, 1991, 1993

## Echipa actuală
În ediția 2022 a Ligii Națională de Rugby, lotul actual este următorul:
Notă: Steagurile indică naționalitatea după cum e definită de regulile World Rugby. Jucătorii pot deține mai mult de o cetățenie.
| Jucător            | Post                              | Uniune |
| ------------------ | --------------------------------- | ------ |
| Sami Al            | Pilier                            | ROU    |
| Dragos Jerebie     | Pilier                            | ROU    |
| Vlad Popa          | Pilier                            | ROU    |
| Ionut Zarnea       | Pilier                            | ROU    |
| Cosmin Olteanu     | Pilier                            | ROU    |
| Ionut Baraulea     | Pilier                            | ROU    |
| Daniel Ivan        | Taloneur                          | ROU    |
| Cristian Vilceanu  | Taloneur                          | ROU    |
| Constantin Barbu   | Linia a II-a                      | ROU    |
| Iulian Buturuga    | Linia a II-a                      | ROU    |
| Alin Ghiarasim (c) | Flanker                           | ROU    |
| Ionut Donici       | Flanker                           | ROU    |
| Cristian Carvatchi | Flanker                           | ROU    |
| Randall Morrison   | Format:Rugby squad player/role/BR | SAF    |
| Radu Andi          | Format:Rugby squad player/role/BR | ROU    |

| Jucător          | Post                   | Uniune |
| ---------------- | ---------------------- | ------ |
| Jody Rose        | Mijlocaș la deschidere | SAF    |
| George Bors      | Mijlocaș la deschidere | ROU    |
| Cristian Zamfir  | Mijlocaș la grămadă    | ROU    |
| Marius Tunaru    | Mijlocaș la grămadă    | ROU    |
| George Croitoru  | Mijlocaș la grămadă    | ROU    |
| Gianluca Savu    | Mijlocaș la grămadă    | ROU    |
| Jack Umaga       | Centru de treisferturi | NZL    |
| Andrei Pasalan   | Centru de treisferturi | ROU    |
| Marian Nastasiei | Centru de treisferturi | ROU    |
| Alexandru Istoc  | Centru de treisferturi | ROU    |
| Ciprian Straja   | Aripă de treisferturi  | ROU    |
| Alexandru Matei  | Aripă de treisferturi  | ROU    |
| Viliami Moala    | Aripă de treisferturi  | NZL    |
| Razvan Berbece   | Aripă de treisferturi  | ROU    |
| Bogdan Iacovache | Fundaș                 | ROU    |
| Alexandru Mircea | Fundaș                 | ROU    |
| Adrian Mihalachi | Fundaș                 | ROU    |
| Marian Barbu     | Fundaș                 | ROU    |

## Jucători importanți
- Enciu Stoica
- Ion Bucan
- Constantin Dinu
- Adrian Susinschi
- Emil Drumea
- George Sava
- Dan Talpă
- Maricel Palamariu
- Dan Drăghici
- Gabriel Pancu
- Ioan Rațiu
- Mircea Ortelecan
- Mihai Bucos
- Stelian Claudiu
- Ștefan Constantin
- Marian Constantin
- Catalin Dragoi
- Costin Buburuzan
- Ivan Daniel
- Petru Dan Ivanus
- Moroe Ion
- Florin Constantin
- Florian Dumitru
- Alexandru Nastase
- Marian Burghelea
- Adrian Costache
- Istvan Lacziko
- Dan Ivanus
- Dumitru Larie
- Emanoil Medragoniu

## Legături externe
- Materiale media legate de Știința Petroșani la Wikimedia Commons
- Pagina Facebook oficială
- Prezentare la Super-Liga.ro Arhivat în 9 noiembrie 2015, la Wayback Machine.